# دوف هوز
دوف هوز هو سياسي إسرائيلي، ولد في 19 سبتمبر 1894 في أورشا في بيلاروس، وتوفي في 29 ديسمبر 1940 في تل أبيب في إسرائيل بسبب حادث مرور. نشط حزبياً في أحدوت هعفودا.